# بابلو سلفادور
بابلو سلفادور (بالإسبانية: Pablo Salvador)‏ هو متسابقة ملكة الجمال وعارض تشيلي، ولد في 10 سبتمبر 1979.